# Davézieux
Davézieux – miejscowość i gmina we Francji, w regionie Owernia-Rodan-Alpy, w departamencie Ardèche.
Według danych na rok 1990 gminę zamieszkiwało 2371 osób, a gęstość zaludnienia wynosiła 424 osoby/km² (wśród 2880 gmin regionu Rodan-Alpy Davézieux plasuje się na 372. miejscu pod względem liczby ludności, natomiast pod względem powierzchni na miejscu 1467.).